# Nghệ An
Nghệ An est une province de la région Côte centrale du Nord du Viêt Nam et a comme capitale la ville de Vinh.

## Administration
La province comporte trois villes, Vinh, Cửa Lò et Thái Hòa, et dix-sept districts :
1. Anh Sơn
2. Con Cuông
3. Diễn Châu
4. Đô Lương
5. Hưng Nguyên
6. Kỳ Sơn
7. Nam Đàn
8. Nghi Lộc
9. Nghĩa Đàn
10. Quế Phong
11. Quỳ Châu
12. Quỳ Hợp
13. Quỳnh Lưu
14. Tân Kỳ
15. Thanh Chương
16. Tương Dương
17. Yên Thành

## Faune
La province possède une petite grenouille endémique, Gracixalus quangi.

## Source
1. ↑  « Annuaire statistique du Vietnam », 2014